# Lil Mabu
Matthew Peter DeLuca (ur. 4 kwietnia 2005 w Nowym Jorku), znany zawodowo jako Lil Mabu – amerykański raper i autor tekstów.

## Kariera
DeLuca rozpoczął karierę w 2019 roku. Zyskał popularność po wydaniu piosenki „Miss Me” w 2020 roku. W 2022 roku piosenka Mabu „No Snitching”, która powstała we współpracy z Dusty Locane, stawała się coraz bardziej popularna w aplikacji TikTok aż stała się viralem. Lil Mabu wydał debiutancki mixtape „Double M's” 30 czerwca 2022 roku.
W maju 2023 roku DeLuca wydał piosenkę „Mathematical Disrespect”. Singel pojawił się na listach przebojów w Stanach Zjednoczonych, Wielkiej Brytanii i Irlandii, stając się jego najpopularniejszym przebojem. Miesiąc później ukończył szkołę średnią i wydał kolejny singel zatytułowany „Rich Scholar”. 22 sierpnia 2023 roku ogłosił, że idzie na studia, a 1 września wydał singel „At What Cost?”. 17 października 2023 roku Mabu i celebrytka Chrisean Rock wydali razem utwór „Mr. Take Ya Bitch”, diss skierowany w stronę Blueface'a i Wack 100. Singel szybko zyskał rozgłos i uplasował się na miejscu 1 na liście sprzedaży Bubbling Under Hot 100. Notowany był też na listach przebojów w Kanadzie i Nowej Zelandii.

## Życie prywatne
DeLuca ukończył Collegiate School, prywatną szkołę na Manhattanie. Podczas swojej kariery otrzymał liczną krytykę za brutalne teksty o życiu „na ulicy'” w swojej muzyce, pomimo iż prowadzi wystawny i spokojny styl życia.
DeLuca ma starszą siostrę. Jego niedoszły brat zginął w zawaleniu się kamienicy w 1987 roku.

## Dyskografia

### Mixtape'y
| Tytuł      | Informacje                                                                        |
| ---------- | --------------------------------------------------------------------------------- |
| Double M's | - Wydany: 30 czerwca 2022 - Format: cyfrowa dystrybucja, przesyłanie strumieniowe |

### Notowane utwory
| Tytuł                                     | Rok  | Pozycja | Pozycja    | Pozycja | Pozycja | Pozycja | Pozycja | Pozycja | Pozycja | Pozycja | Album |
| Tytuł                                     | Rok  | USA     | USA R&B/HH | USA Rap | AUS     | KAN     | IRL     | NZ      | UK      | Świat   | Album |
| ----------------------------------------- | ---- | ------- | ---------- | ------- | ------- | ------- | ------- | ------- | ------- | ------- | ----- |
| "Mathematical Disrespect"                 | 2023 | 47      | 13         | 7       | 21      | 21      | 26      | 23      | 63      | 78      | TBA   |
| "Mr. Take Ya Bitch" (gość: Chrisean Rock) | 2023 | —       | 33         | —       | —       | 90      | —       | 13      | —       | —       | TBA   |